# Armia Ludowa
El Armia Ludowa o AL —nombre en polaco traducido habitualmente como Ejército Popular— fue uno de los principales movimientos de resistencia polaca durante la Segunda Guerra Mundial en la Polonia ocupada por los nazis. Fundado por el Partido Obrero Polaco (PPR), llegó a contar con más de 30.000 partisanos comunistas. Sus objetivos principales eran acabar con las tropas alemanas estacionadas en Polonia, apoyar al Ejército Rojo y a la Unión Soviética durante la Ofensiva del Vístula-Óder y ayudar a la creación de un Estado comunista en Polonia. Pese a su importancia dentro de la liberación de Polonia, el Armia Ludowa se negó a formar parte del Estado secreto polaco y trabajar conjuntamente con el Armia Krajowa.

## Historia

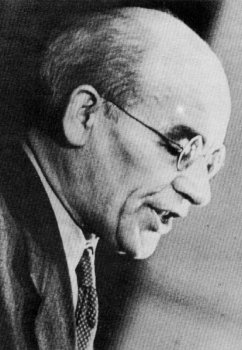
Władysław Gomułka, líder del Partido de los Trabajadores Polacos y fundador del Consejo Nacional del Estado.

### Creación
Al contrario que el Armia Krajowa, la cual fue creada en 1939, el Armia Ludowa no fue establecido hasta 1944. Años atrás, se había empezado a formar un movimiento bautizado como Gwardia Ludowa (traducido al español como La Guardia del Pueblo) bajo patrocinio de los comunistas polacos exiliados en la URSS. Finalmente, el 1 de enero de 1944, el Consejo Nacional del Estado (Krajowa Rada Narodowa, KRN) la oficializó, aportando tropas y armas. La ayuda política y material por parte del KRN, con respaldo soviético, permitió que Armia Ludowa aumentara el número de sus tropas considerablemente, pasando de 10.000 miembros a 40.000 en julio del mismo año. La mayoría de los miembros eran partisanos (cerca de 6.000 personas), con abundantes oficiales del Ejército Rojo y civiles polacos de filiación comunista.
Aunque su número de efectivos era mucho más inferior al del Armia Krajowa, la ayuda material por parte de la Unión Soviética permitió al Armia Ludowa poseer muchas más armas que el otro movimiento de resistencia polaco. No obstante, el AK estaba mucho mejor estructurado y contaba con mayor disciplina que el Armia Ludowa.

### Operaciones
De acuerdo con las afirmaciones del Armia Ludowa, el AL estuvo presente en cerca de 900 operaciones, matando a 20.000 alemanes, descarrillando 350 trenes y destruyendo 79 puentes. Sin embargo, las hazañas del AL eran exageradas significativamente por la propaganda comunista en la República Popular de Polonia. El historiador polaco Piotr Gontarczyk sostiene que sólo alrededor del 5 o 10% de las acciones descritas por el AL tuvieron realmente lugar en el marco de la Segunda Guerra Mundial. Además, muchos de los alemanes asesinados por el AL no eran efectivos de la Wehrmacht, sino simples civiles de la minoría étnica alemana o burócratas de la administración militar germana. Según el historiador estadounidense de origen polaco Mieczyslaw B. Biskupski, AL estaba menos preocupado en la lucha contra los alemanes que en la lucha contra el Armia Krajowa. Según Gontarczyk y Janusz Marszal, incluso el Armia Ludowa solía pasar llamadas anónimas sobre el AK a la Gestapo.
El Armia Ludowa también participó en el Levantamiento de Varsovia. Si bien las afirmaciones oficiales del AL mencionaban que unos 1.800 soldados fueron enviados a luchar en la capital polaca, la investigación moderna sugiere que el número real de tropas del AL en estos combates rondaba los 500 efectivos.
A medida que avanzaba la guerra y el AL veía reducido el apoyo material por parte de la Unión Soviética, la cual se encargaba de suministrarle armamento, tropas y suministros, el AL se vio obligado a realizar requisiciones forzadas, recurriendo a robar en mansiones e iglesias para tratar de sobrevivir. El estado de desesperación fue tal que miembros de la AL llegaron a asesinar judíos, o incluso a luchar entre ellos.

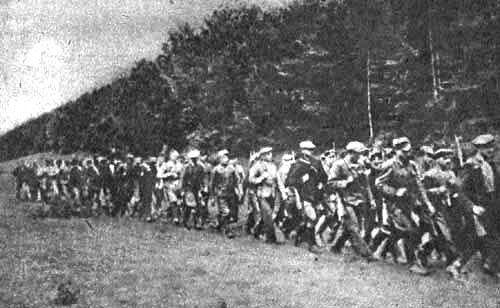
Miembros del Armia Ludowa en un bosque próximo a Lublin.

En una de sus operaciones más secretas y controvertidas, los agentes de la entonces Gwardia Ludowa se apoderaron de un importante archivo del AK el 17 de febrero de 1944. Los documentos de mayor importancia para los del AL fueron confiscados, y el resto fueron entregados a los agentes de la Gestapo. Siete miembros del Armia Krajowa fueron hechos prisioneros, y probablemente ejecutados poco después.

### Posguerra
El comandante del Armia Ludowa era el general Michał Rola-Żymierski, y el jefe del Estado Mayor fue miembro del Comité Central del Partido Obrero Polaco, llamado Franciszek Jóźwiak. Esto, sumado al explícito apoyo militar y político de la URSS, hizo que el Armia Ludowa, tras la Segunda Guerra Mundial, empiece a aumentar aún más su influencia en la recién creada República Popular de Polonia, gobernada por Bolesław Bierut, sirviendo posteriormente el AL como base para las fuerzas armadas del gobierno comunista de Polonia.
El movimiento anticomunista que empezó a surgir en la década de los 50 contra el Gobierno comunista y el Armia Ludowa hizo que muchos partisanos del AL empezaran a perseguir a todos aquellos "desertores y traidores" que eran casi todos veteranos del Armia Krajowa. Muchos de estos veteranos volvieron a la guerra de guerrillas contra el régimen comunista en zonas agrestes y recibieron el sobrenombre de soldados malditos. 
El final del comunismo en Polonia en 1990 trajo consigo el cese de los homenajes oficiales al Armia Ludowa y la práctica desintegración de su organización de veteranos, con la consiguiente rehabilitación de los veteranos sobrevivientes del Armia Krajowa. Inclusive desde la década de 1990 el "Instituto Polaco de Memoria Nacional" cataloga al Armia Ludowa dentro del movimiento de partisanos soviéticos y lo excluye del movimiento de resistencia polaco.